# Claes Horn (1898)
Claes Horn – szwedzki krążownik torpedowy z ostatnich lat XIX wieku, jeden z pięciu okrętów typu Örnen, nawiązującego koncepcją do budowanych w tym czasie w innych państwach kanonierek torpedowych. Na skutek zużycia został wycofany z linii w 1923 roku i złomowany w roku następnym.

## Historia
Budowa krążownika torpedowego "Claes Horn" została zaakceptowana przez parlament szwedzki w 1895 roku i sfinansowana z budżetu na rok następny. Stępkę pod okręt położono w stoczni W. Lindbergs w Sztokholmie w ostatnich miesiącach 1896 roku, wodowanie nastąpiło 9 lutego 1898 roku, zaś zakończenie budowy 22 czerwca 1898 roku. Oficjalnie "Claes Horn" wszedł do służby 7 sierpnia tegoż roku. Według pierwotnych zamierzeń krążownik miał nosić nazwę "Ejdern", ale 24 listopada 1897 roku zmieniono ją dla uczczenia Klasa Horna, admirała z XVI wieku.
W czerwcu 1905 roku, po jednostronnym proklamowaniu zerwania unii szwedzko-norweskiej przez Storting, flota szwedzka została postawiona w stan gotowości. Narastające napięcie spowodowało mobilizację silnego zespołu okrętów, mającego w razie eskalacji konfliktu zaatakować wybrzeże norweskie i stolicę kraju, Oslo. W jej skład weszły między innymi cztery jednostki typu Örnen, w tym "Claes Horn". Przez kolejnych kilka miesięcy jego zadaniem było patrolowanie okolicznych szkierów. Po zakończonych uznaniem norweskiej niepodległości rokowaniach w Karlstad, 11 października 1905 roku flotę odwołano.
Po raz kolejny "Claes Horn" został postawiony w stan gotowości bojowej na przełomie 1912 i 1913 roku, w związku z narastającym w okresie wojen bałkańskich napięciem międzynarodowym. Krążownik bazował wówczas w rejonie Sundu. W okresie I wojny światowej okręt patrolował wybrzeża neutralnej Szwecji, zaś po jej zakończeniu, na skutek nadmiernego zużycia mechanizmów, 12 października 1923 roku został wycofany ze składu floty i w następnym roku sprzedany do stoczni złomowej.

## Opis konstrukcji
Kadłub krążownika "Claes Horn" miał długość całkowitą 69,2 m, szerokość 8,2 m i zanurzenie 3,2 m. Wyporność konstrukcyjna wynosiła 800 ton. Napęd stanowiły dwie maszyny parowe potrójnego rozprężania o łącznej mocy 4000 KM, napędzające dwie śruby. Prędkość maksymalna wynosiła 19 węzłów. 
Uzbrojenie składało się z dwóch pojedynczych dział kal. 120 mm i czterech kal. 57 mm oraz pojedynczej wyrzutni torped kal. 381 mm, zamontowanej na stałe w stewie dziobowej.